# イブ・デルバン
イブ・デルバン（Yves Delvingt　1953年2月8日- ）はフランスの柔道選手。階級は65kg級。身長166cm。段位は7段。

## 人物
1974年にドイツ国際の軽量級で優勝した。1975年には
ヨーロッパ選手権で3位に入ると、プレオリンピック大会では優勝を飾った。1976年のモントリオールオリンピックでは3回戦で敗れた。1977年のヨーロッパ選手権65kg級で優勝を果たした。1979年にはヨーロッパ選手権で3位になると、地元フランスのパリで開催された世界選手権では銅メダルを獲得した。翌年のモスクワオリンピックでは5位に終わりメダルを獲得できなかった。

## 主な戦績
軽量級での戦績
- 1974年 - ドイツ国際　優勝
- 1975年 - ヨーロッパ選手権　3位
- 1975年 - プレオリンピック大会　優勝
- 1976年 - ドイツ国際　3位

65kg級での戦績
- 1977年 - ヨーロッパ選手権　優勝
- 1978年 - フランス国際　2位
- 1979年 - フランス国際　2位
- 1979年 - オーストリア国際　優勝
- 1979年 - ヨーロッパ選手権　3位
- 1979年 - 世界選手権　3位
- 1980年 - モスクワオリンピック　5位